# Evarcha proszynskii
Evarcha proszynskii är en spindelart som beskrevs av Marusik, Logunov 1997 [1998. Evarcha proszynskii ingår i släktet Evarcha och familjen hoppspindlar. Inga underarter finns listade i Catalogue of Life.